# 然氏银杏螺
然氏银杏螺（学名：Homalocantha zamboi），是新腹足目骨螺科银杏螺属的一种。主要分布于印度尼西亚、台湾，常栖息在浅海珊瑚礁、岩石底、浅海。